# Amandine (chanteuse gabonaise)
Pour les articles homonymes, voir Amandine.
Amandine, de son vrai nom  Ludie Sandrine Yavavah, née le 7 août 1977 à Okondja, est une chanteuse, compositrice et interprète gabonaise. Surnommée « la Reine d'Empire », elle est connue pour son genre musical mêlé de musique traditionnelle et moderne du sud-est du Gabon.

## Biographie
Amadine naît à Okondja, chef-lieu du département de la Sebe-Bricolo dans la province du Haut Ogooué. Elle grandit dans un environnement artistique, influencée par sa mère, Oyeni Ayouma Rosine, pionnière d’une troupe théâtrale devenue un groupe culturel promouvant le rythme Empire dans la région de Bayi-Brikolo. 

## Carrière professionnelle
Amandine commence sa carrière au sein de collaborations avec des artistes locaux du Haut-Ogooué. Dans les années 2000, elle s’engage en solo et impose progressivement sa voix dans le secteur musical gabonais. À travers sa musique traditionnelle, Amandine, la Reine d'Empire aborde des thèmes liés à la tradition, la solidarité, la douleur de la mort, le mariage, la paix et l'amour. Elle a collabore avec plusieurs artistes, notamment le groupe Afrik' An Legend, sur le titre L' amour et d'autres comme Prince Kiala, Rosine Mwana Ndjami, Nounou, M'abele,Yako. En 2024, elle reçoit le prix de la catégorie musique traditionnelle aux Kota Awards, sans compter sa nomination au Kora Awards dans la catégorie  meilleure artiste de musique traditionnelle.

## Discographie
L'artiste compte plusieurs albums, Ep et singles : 
- Mè N'a Gnia et le groupe Empire, vol1 sorti en 2000 ;
- Epidémie au foyer sorti en 2006 ;
- Onkana sorti en 2014 ;
- Andja M'okeri sorti en 2020 qui se compose de 6 titres[8] ;
- L'unité des fils d'akiénie ;
- Bisse bi Ba Leya ;
- Bonbon ;
- Ombila a Mpugu  ;
- Solidarité familiale ;
- L'Amour.

## Distinction
2024 : prix de la musique traditionnelle aux Kota Awards

## Engagement social
En parallèle de sa carrière artistique, Amandine fonde en 2004 l’association Lekoumou Le Ngami, qui mène des actions sociales en faveur des veuves et des orphelins, à travers des projets de soutien et de sensibilisation.

## Voir Aussi